# Nilüfer Demir
Nilüfer Demir (* 1986) ist eine in Bodrum (Türkei) lebende türkische Fotografin.
Seit 2003 arbeitet Demir als Fotografin in der Region. Für die türkische Presseagentur Doğan Haber Ajansı berichtete sie über die europäische Flüchtlingskrise im Jahr 2015.
Bekannt wurde Demir, nachdem sie am 2. September 2015 den dreijährigen ertrunkenen syrischen Jungen Alan Kurdi aus Ain al-Arab am Strand von Bodrum fotografiert hatte. Seine Eltern hatten versucht, mit ihm und seinem Bruder von Bodrum aus die griechische Insel Kos zu erreichen.
Das Foto des ertrunkenen Jungen erregte weltweit Aufmerksamkeit und wurde zum Symbolfoto der europäischen Flüchtlingskrise. Zahlreiche europäische Medien druckten das Foto ab, wobei eine Diskussion entstand, wie gerechtfertigt es sei, ein Foto eines toten Kindes zu veröffentlichen. Auch in sozialen Netzwerken wurde das Foto tausendfach unter dem Hashtag „#KiyiyaVuranInsanlik“ (in etwa: „Menschheit an die Küste gespült“) geteilt.
2015 erhielt sie für dieses Foto den Sedat-Simavi-Preis in der Kategorie Journalismus.